# UiTM FC
El UiTM FC es un equipo de fútbol de Malasia que juega en la Superliga de Malasia, la primera división de fútbol del país.

## Historia
Fue fundado en el año 2008 en la ciudad de Shah Alam del estado de Selangor como el equipo representante de la Universidad Tecnológica MARA, universidad pública ubicada en la ciudad.
En 2009 hace su debut en la Liga FAM, tercera división nacional, logrando tres años después el ascenso a la Liga Premier de Malasia al terminar en tercer lugar reemplazando al USM FC, quien abandonó la liga por problemas financieros. En 2017 clasifica por primera vez a la Copa de Malasia.
En 2019 logra el ascenso a la Superliga de Malasia pese a terminar la temporada en quinto lugar de la Liga Premier de Malasia luego de que el PKNS FC pasara a ser el equipo filial del Selangor FA y porque los demás equipos ubicados más alto en la clasificación eran equipos filiales, los cuales no tienen derecho de ascender a primera división.